# Opposites Attract

«Opposites Attract» es un sencillo interpretado por Paula Abdul e incluido en su álbum de debut: Forever Your Girl. El tema fue compuesto y producido por Oliver Leiber, el cual dio el título a la canción tras fijarse en una librería. Junto a ella, cantan Bruce DeShazer y Marv Gunn bajo el pseudónimo de "The Wild Pair". Opposites Attract es la sexta y última pista del álbum y obtuvo gran acogida en varios países, entre ellos Estados Unidos y Australia donde fueron número 1.

## Letras y vídeoclip
La letra habla de una pareja que se aman a pesar de ser diferentes en todos los aspectos. El vídeoclip se grabó en imagen real.
El vídeo musical fue creado y producido por Candace Reckinger y Michael Patterson entre los meses de agosto a septiembre de 1989 en el que Abdul baila con un personaje animado llamado MC Skat Kat con la voz de The Wild Pair. El vídeo incluye un rap introductorio de Romany Malco. También se hizo una versión Street mix de la canción en formato 7" interpretada por Derrick Stevens.
La idea de la creación de MC Skat Kat vino de la película de Gene Kelly: Levando anclas en el que el actor bailaba con el ratón Jerry de la serie Tom y Jerry. El personaje fue animado por trabajadores del equipo de animación de Disney bajo la dirección de Chris Bailey.
En cuanto a Paula, tuvo que sincronizar sus movimientos con los del personaje animado.
En 1991, Abdul ganó un premio Grammy al "Mejor Vídeo Musical".

## Charts y listado de ventas
| Chart (1989/90)                                   | Top posición |
| ------------------------------------------------- | ------------ |
| Australian ARIA Singles Chart                     | 1            |
| Ö3 Austria Top 40                                 | 18           |
| Canadian Singles Chart                            | 1            |
| Dutch Top 40                                      | 4            |
| SNEP de Francia                                   | 23           |
| German Singles Chart                              | 13           |
| Irish Singles Chart                               | 8            |
| New Zealand Singles Chart                         | 6            |
| Norwegian Singles Chart                           | 6            |
| Swedish Singles Chart                             | 11           |
| Schweizer Hitparade                               | 19           |
| UK Singles Chart                                  | 2            |
| U.S. Billboard Hot 100                            | 1            |
| U.S. Billboard Hot Dance Music/Club Play          | 24           |
| U.S. Billboard Hot R&B/Hip-Hop Singles & Tracks 1 | 3            |

| Top de fin de año (1990) | Posición |
| ------------------------ | -------- |
| Australian Singles Chart | 6        |
| Dutch Top 40             | 44       |
| U.S. Billboard Hot 100   | 14       |

| Country | Certification | Date                | Sales certified |
| ------- | ------------- | ------------------- | --------------- |
| U.S.    | Gold          | 12 de marzo de 1990 | 500,000         |